# Rožmitál (Zlaté Hory)
Rožmitál (dříve také Rožnitál, něm. Rosenthal, polsky Rożmital) je vesnice (osada), která je částí města Zlaté Hory. Leží 1 km severovýchodně od Zlatých Hor, na svahu Biskupské kupy.

## Historie
Osada Rožmitál byla založena parcelací biskupského dvora zvaného Marienhof roku 1786. Od počátku byla osadou města Zlaté Hory.
Poblíž osady, na severním svahu Biskupské kupy, se na místě bývalé poustevny od konce 18. století nacházela dřevěná kaple sv. Antonína (v místě zvaném Antoníček). Byla stržena roku 1970. U bývalé kaple vyvěrá Antonínův pramen a o něco na sever se nacházel hostinec Antonínov (něm. Antonihaus).
350 m na sever od Rožmitálu je také usedlost Jelení Dvůr (něm. Harneghof).
Nad Rožmitálem se nacházejí zříceniny hradu Leuchtenštejna, strážního hradu založeného buď vratislavským biskupem Tomášem II. Zarembou, nebo vévodou Mikulášem II. Opavským, a již v 15. století pobořeného.

### Vývoj počtu obyvatel
Počet obyvatel Rožmitálu podle sčítání nebo jiných úředních záznamů:
| Rok            | 1869 | 1880 | 1890 | 1900 | 1910 | 1921 | 1930 | 1950 | 1961 | 1970 | 1980 | 1991 | 2001 |
| -------------- | ---- | ---- | ---- | ---- | ---- | ---- | ---- | ---- | ---- | ---- | ---- | ---- | ---- |
| Počet obyvatel | 202  | 193  | 195  | 164  | 177  | 144  | 154  | 91   | 72   | 71   | 52   | 54   | 50   |

1. ↑  z toho: 1 Čechoslovák, 147 Němců; všichni řím. kat.

V Rožmitálu je evidováno 20 adres : 19 čísel popisných (trvalé objekty) a 1 číslo evidenční (dočasné či rekreační objekty). Při sčítání lidu roku 2001 zde bylo napočteno 19 domů, z toho 15 trvale obydlených.

## Fotogalerie

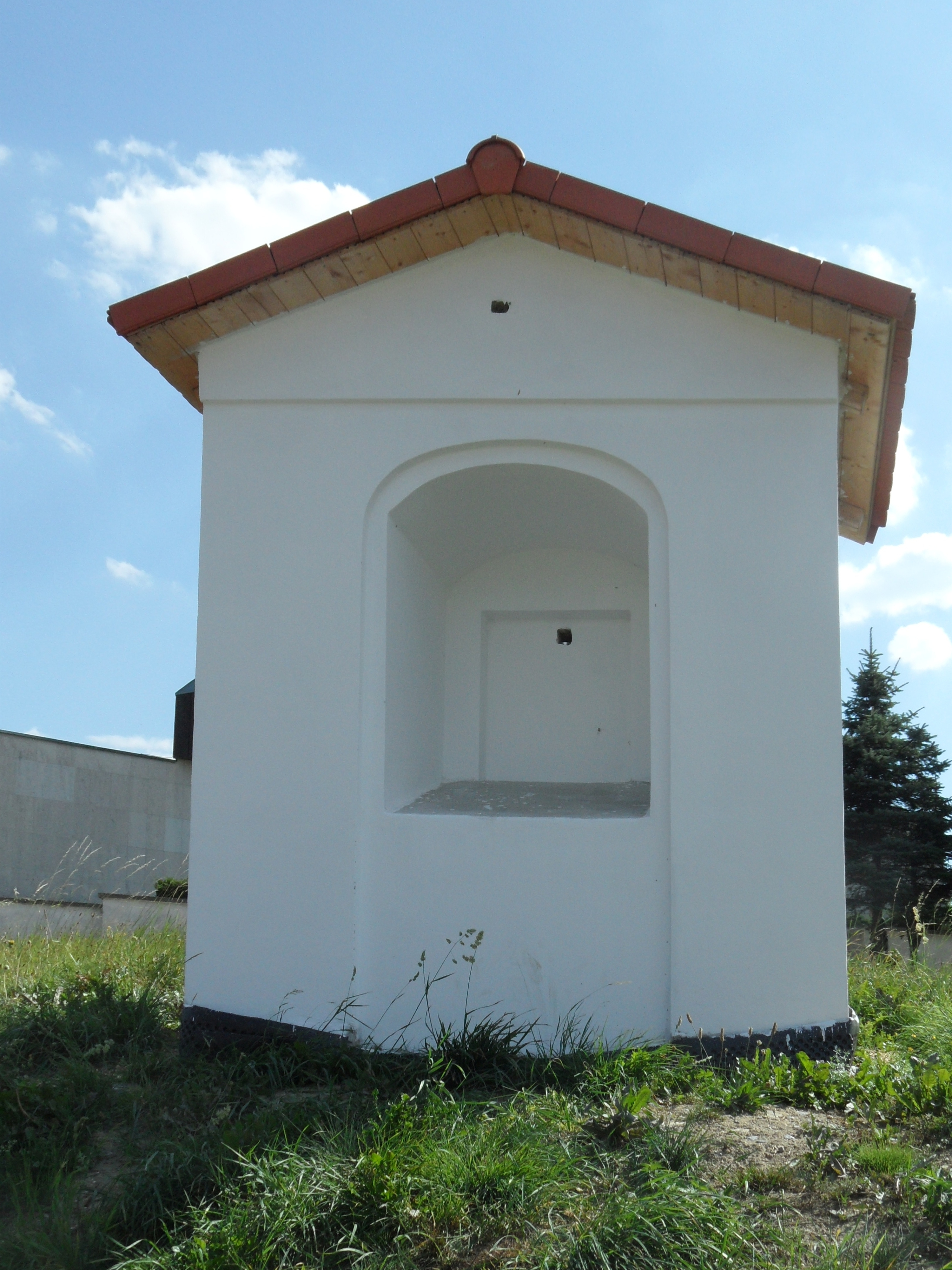
Kaplička
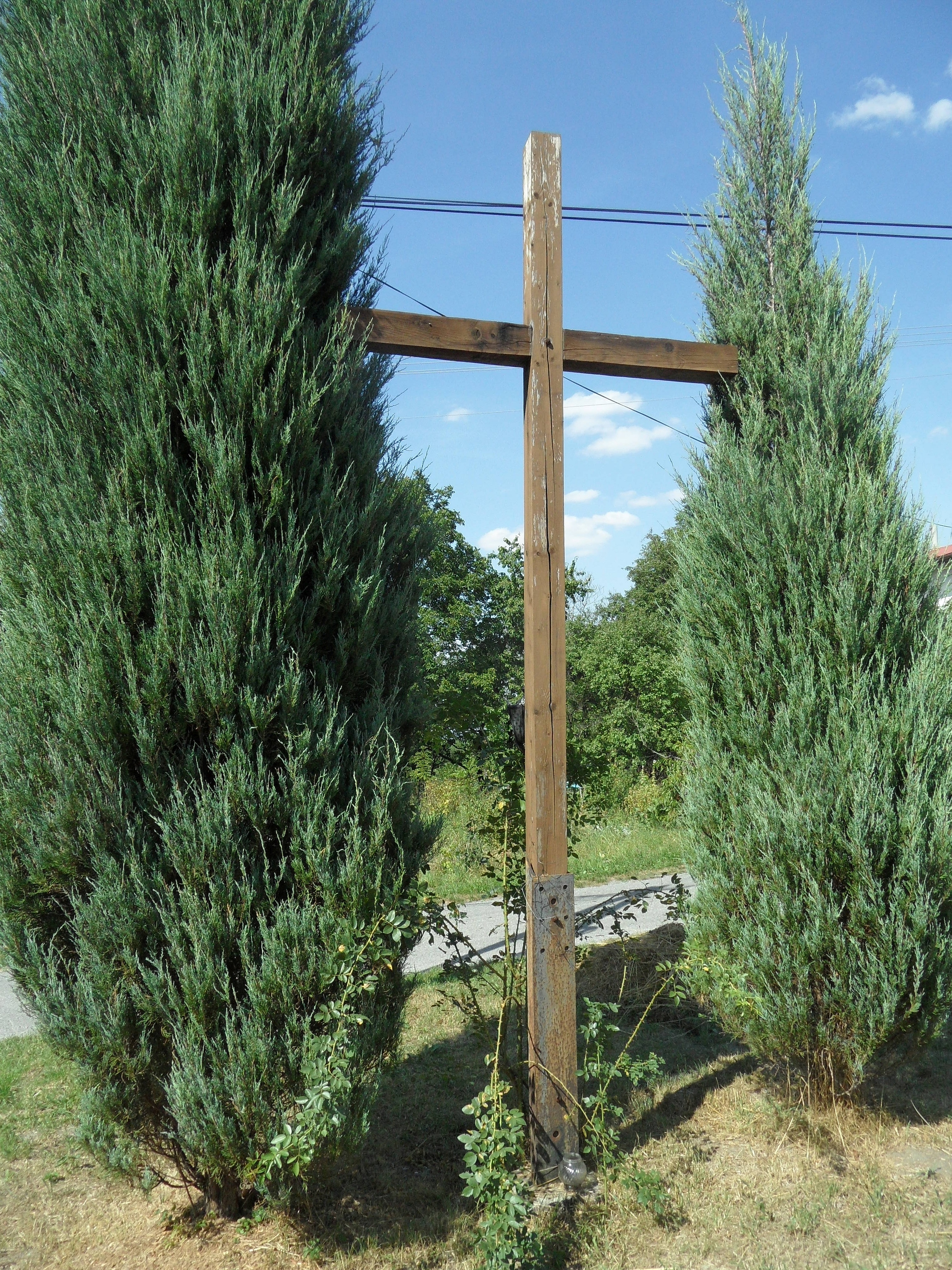
Dřevěný křížek
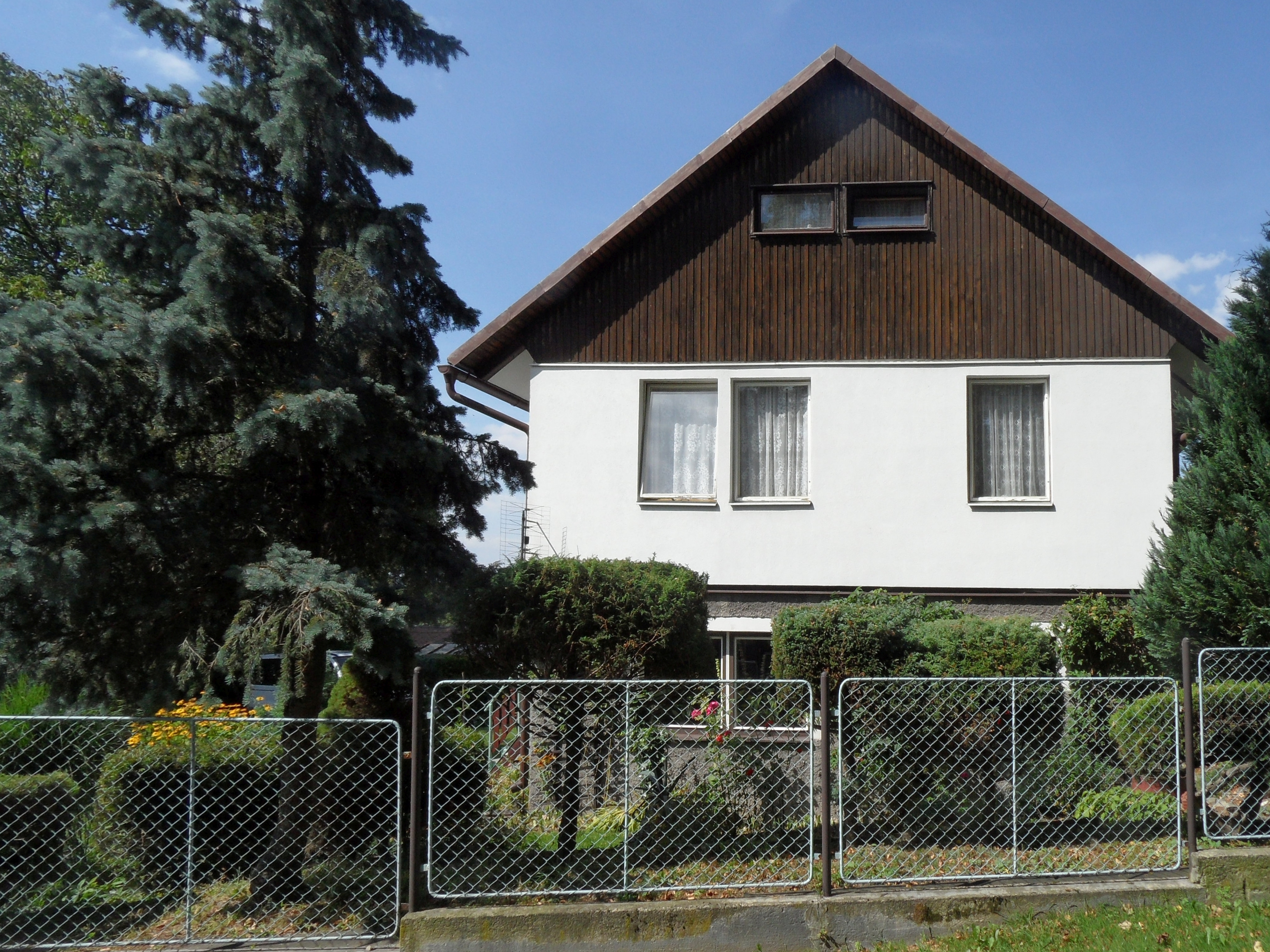
Dům u smrku
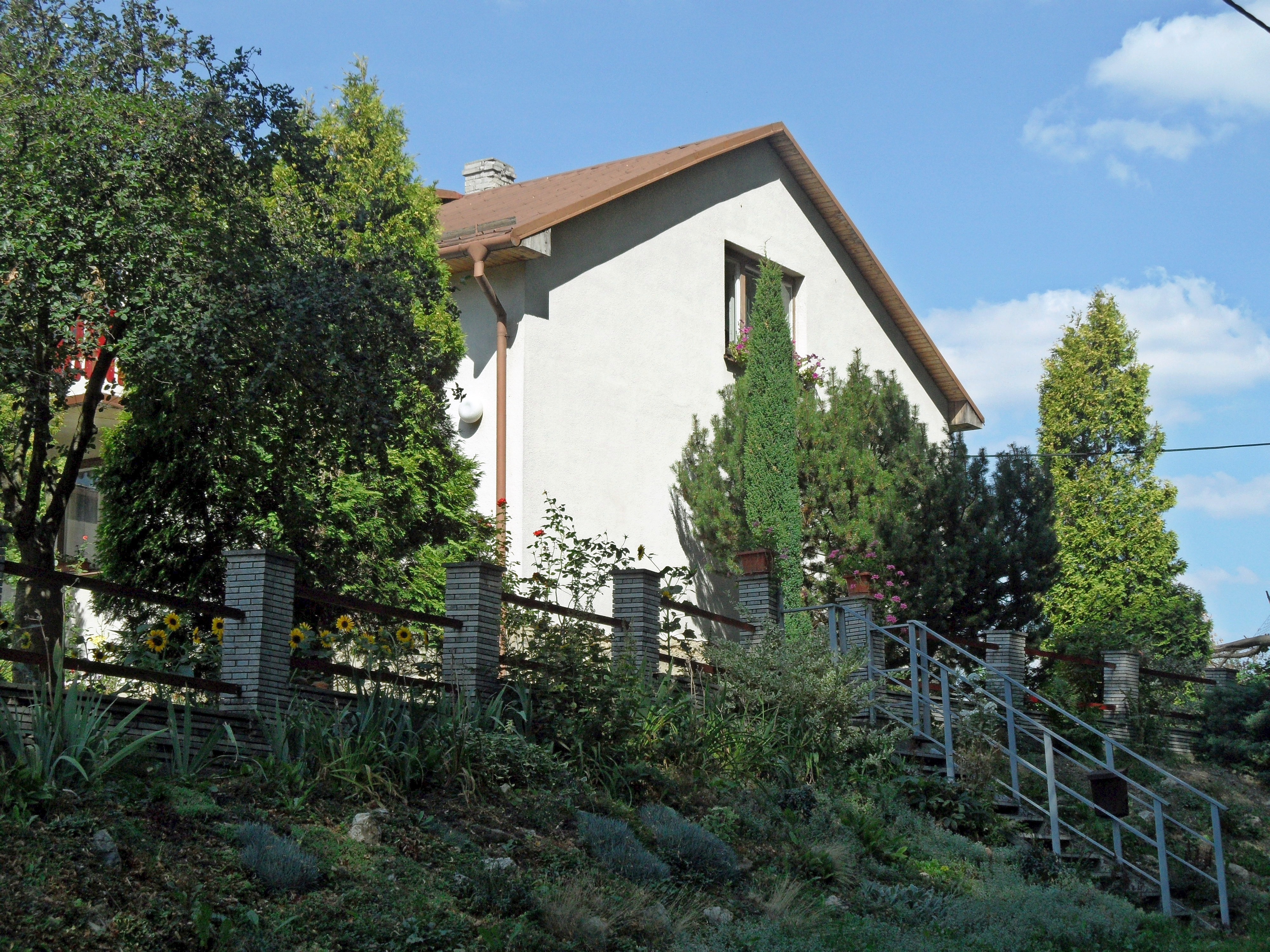
Dům na vršku
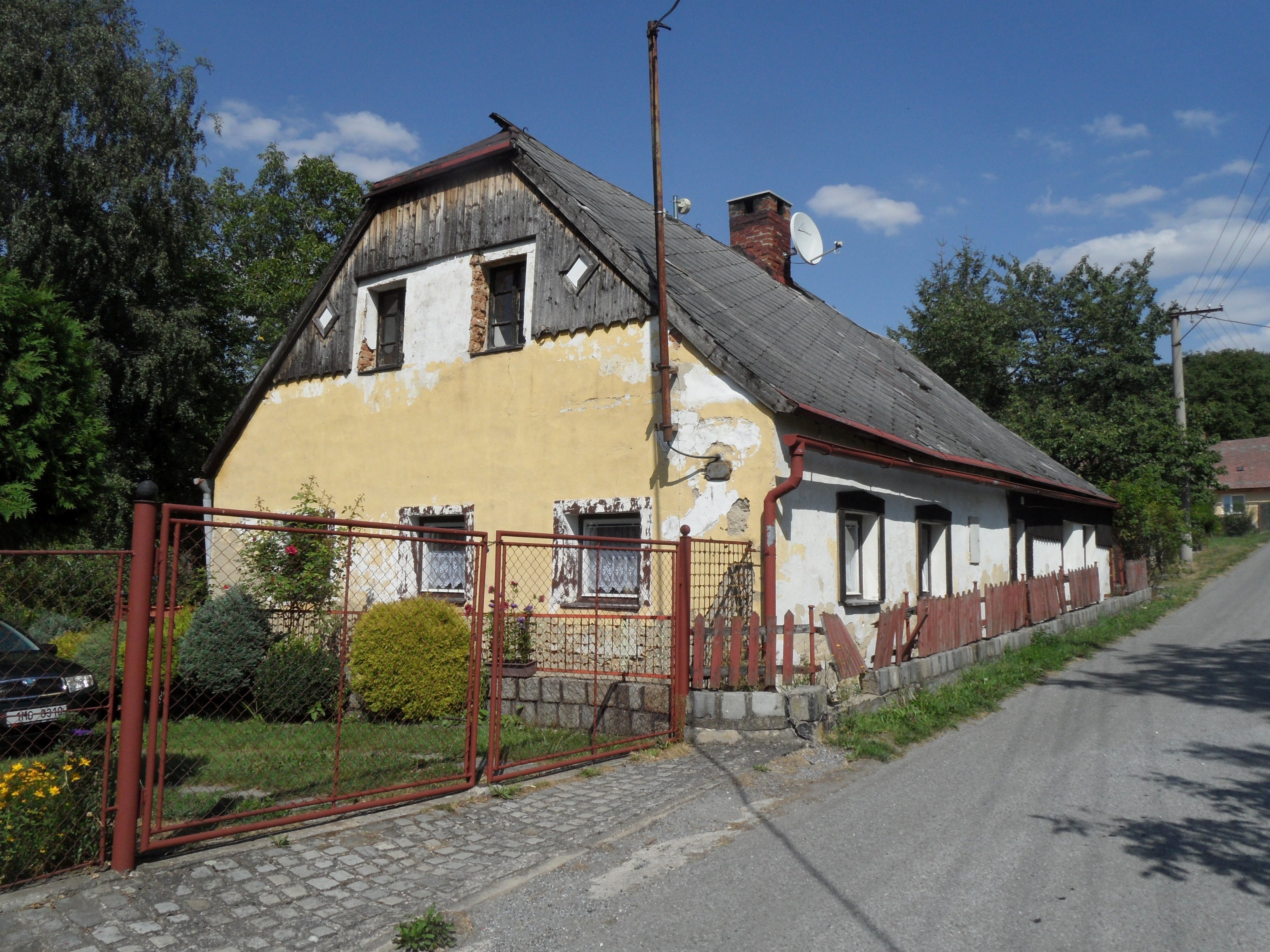
Starý dům
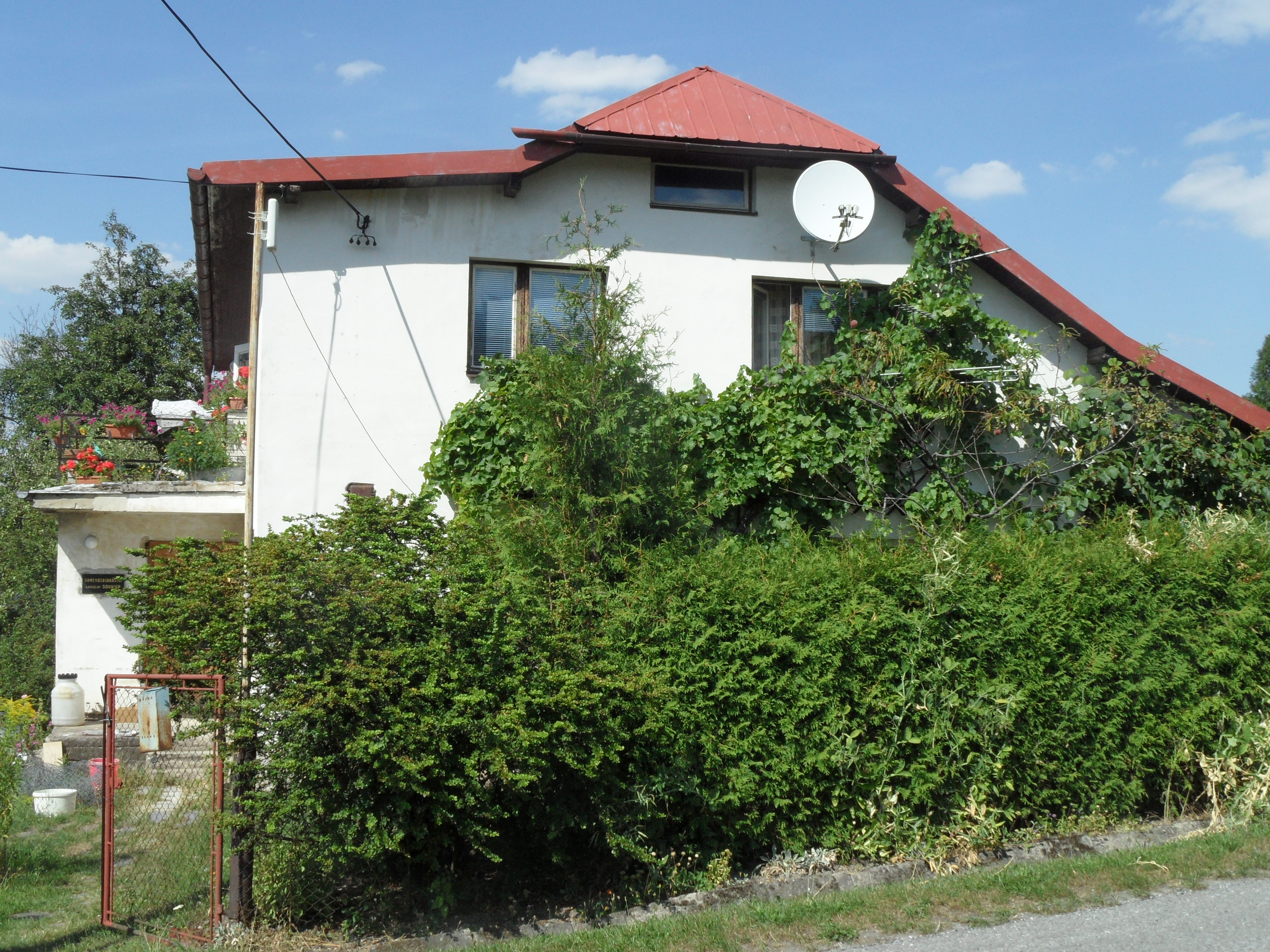
Dům s živým plotem